# Deutschland sicher im Netz
Deutschland sicher im Netz e. V. (DsiN) ist ein gemeinnütziger Verein mit Sitz in Berlin unter der Schirmherrschaft des Bundesinnenministeriums.
DsiN wurde beim 1. Nationalen IT-Gipfel 2006 gegründet, um Verbrauchern und Unternehmen konkrete Hilfestellungen im sicheren Umgang mit dem Internet anzubieten. Im Verein engagieren sich über 25 Unternehmen, Verbände und gesellschaftliche Initiativen. Gemeinsam entwickeln sie zielgruppenspezifische Aufklärungsprojekte (sogenannte Handlungsversprechen), Studien und Veranstaltungen, um Menschen für Sicherheit im Umgang mit dem Internet zu sensibilisieren.
In der Cyber-Sicherheitsstrategie 2016 hat die Bundesregierung beschlossen, die Aufklärungsarbeit mit DsiN voranzutreiben. Die Digitale Agenda 2014 bis 2018 sieht vor, die Zusammenarbeit mit DsiN zur digitalen Aufklärung zu verstärken.

## Aufgaben
Ziel des Vereins ist es, als Ansprechpartner für Verbraucher und Unternehmen konkrete Hilfestellungen für mehr Sicherheitsbewusstsein im Netz zu leisten. In Zusammenarbeit mit seinen Mitgliedern und Partnern entwickelt der Verein Strategien und Maßnahmen zum sicheren Umgang in der digitalen Welt. DsiN versteht sich als Partner für Politik, gesellschaftliche Gruppen und Wissenschaft im sicheren Umgang mit dem Internet, besonders im Bereich Sicherheit in der Informationstechnik.
Als übergreifende Institution bündelt DsiN die Aktivitäten von Unternehmen, Branchenverbänden sowie Vereinen.

## Geschichte
DsiN wurde im Rahmen des 1. Nationalen IT-Gipfels ins Leben gerufen. In Anwesenheit des damaligen Bundeswirtschaftsminister Wolfgang Clement, dem ehemaligen bayerischen Ministerpräsidenten Edmund Stoiber und dem damaligen CEO von Microsoft, Bill Gates, wurden erste Handlungsversprechen abgegeben. 2007 übernahm das Bundesministerium des Innern, für Bau und Heimat die Schirmherrschaft für DsiN.

## Zielgruppenorientierte Projekte (Auszug)

### Bottom-Up: Berufsschüler für IT-Sicherheit

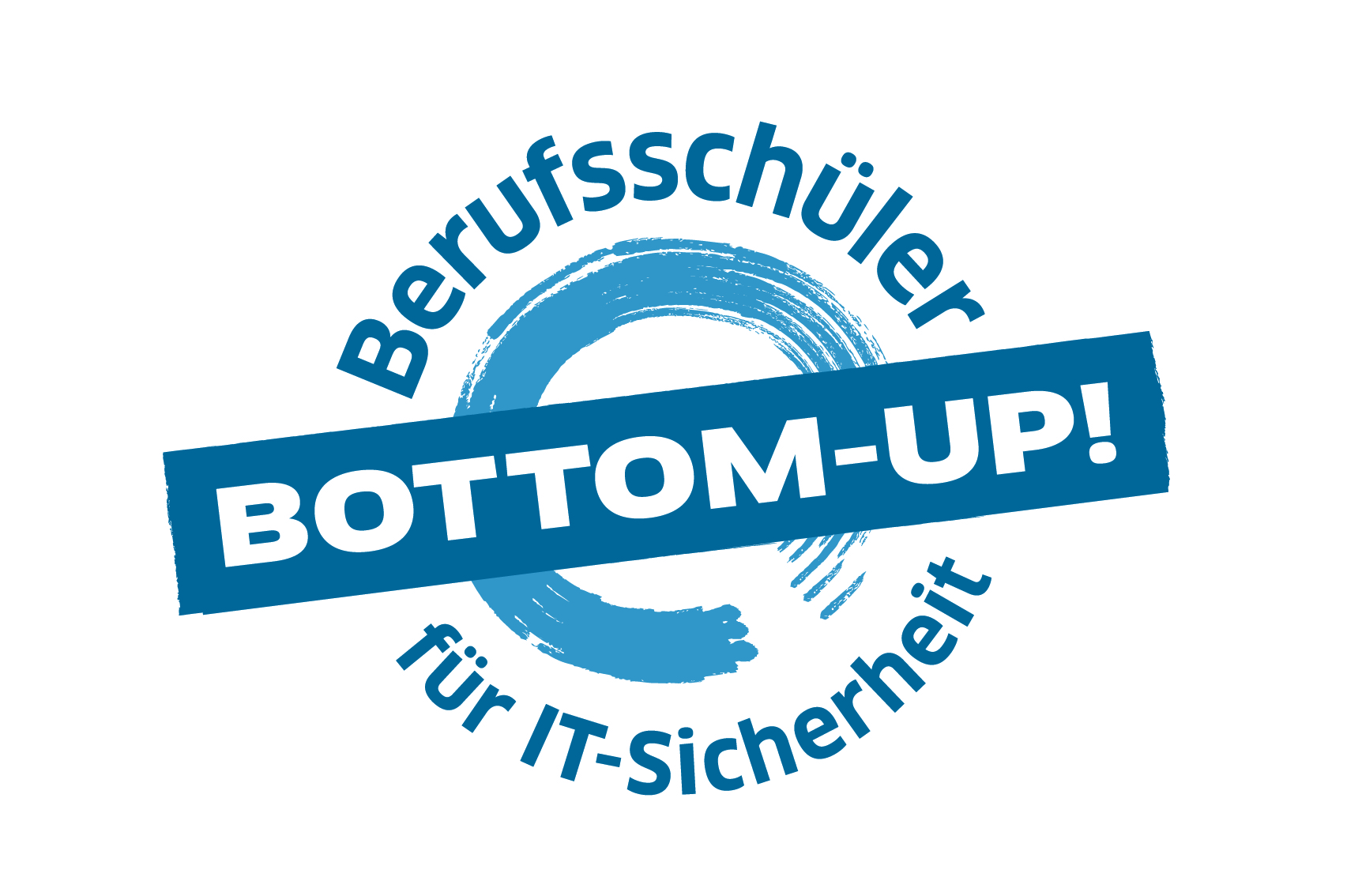

Das Projekt Berufsschüler für IT-Sicherheit verfolgt das Ziel, kleine und mittlere Unternehmen (KMU) für digitale Risiken zu sensibilisieren und ihre IT-Sicherheitskompetenzen zu verbessern: dazu befähigt das Projekt Berufsschullehrer, Auszubildende in der dualen Ausbildung zu IT-Sicherheitsfragen zu schulen und praxisnahes IT-Sicherheitswissen zu vermitteln, das über die Schüler wiederum in die Betrieben getragen werden soll.
Das Projekt wird im Rahmen der Initiative „IT-Sicherheit in der Wirtschaft“ des Bundesministeriums für Wirtschaft und Energie mit Bundesmitteln gefördert und von Google als Projektpartner unterstützt.

### Digitale Nachbarschaft

Die „Digitale Nachbarschaft“ unterstützt freiwillig Engagierte, Vereinsmitglieder und Bürger im sicheren Umgang mit dem Internet. Sie beantwortet die wichtigsten Fragen rund um die Sicherheit im Netz: Datenschutz, sichere Kommunikationstools, bewusste Darstellung in den sozialen Medien und sicheres Einkaufen im Internet. Interessierte Vereine und ehrenamtliche Initiativen können sich in Workshops zu digitalen Chancen und Datensicherheit im Ehrenamt informieren. Die Workshops werden unter anderem in den bundesweit lokalen Anlaufstellen, den sogenannten DiNa-Treffs, angeboten. Insgesamt sind 50 dieser Treffs geplant. Der erste DiNa-Treff wurde am 3. Juli 2019 in Heidelberg eröffnet. Neben den Workshops vor Ort verfügt das Projekt über zahlreiche Online-Angebote, wie Webinare und Lernvideos.
Das Projekt wird vom Bundesministerium des Innern gefördert und von der Deutsche Telekom AG unterstützt.

### Digital-Kompass

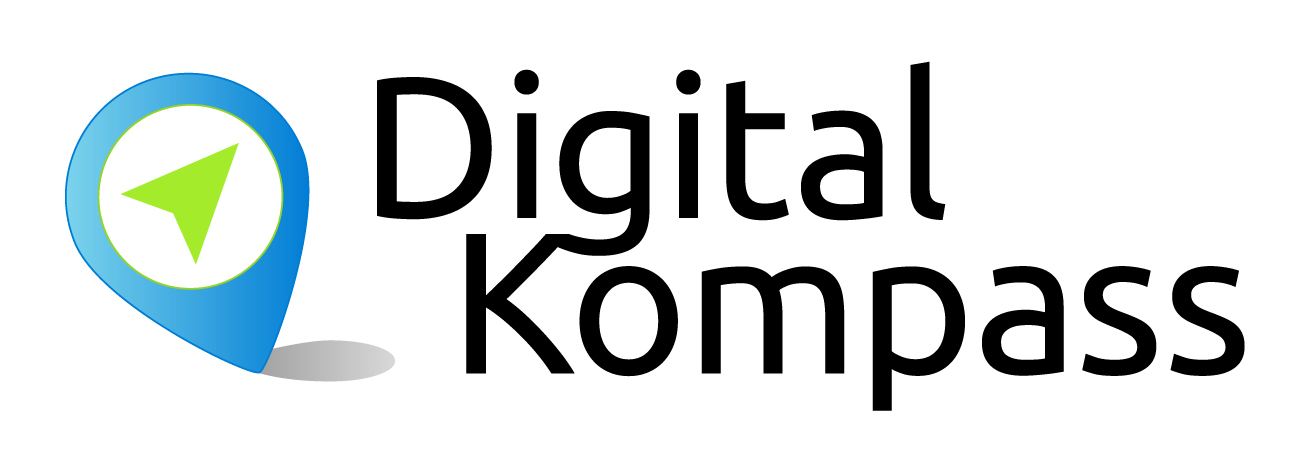

Der Digital-Kompass bietet kostenfreie Angebote, um ältere Menschen im sicheren Umgang mit digitalen Chancen aufzuklären. Dazu stehen Lehrmaterialien, Broschüren, Filme, Arbeitsblätter und praktische Tipps für Beratungen bereit, außerdem werden Kurse rund um das Thema Internet und neue Medien angeboten.
In diesen sogenannten „Digitalen Stammtischen“ können Multiplikatoren aus der Seniorenarbeit mit Experten über aktuelle Themen sprechen und sich mit anderen Aktiven austauschen.
Der Digital-Kompass wird durch DsiN im Verbund mit der Bundesarbeitsgemeinschaft der Senioren-Organisationen (BAGSO) und weiteren Partnern durchgeführt.

### Transferstelle IT-Sicherheit im Mittelstand (TISiM)
Die Transferstelle IT-Sicherheit im Mittelstand richtet sich gezielt mit Informationsangeboten und einem rudimentären IT-Sicherheitsaudit an Einzelunternehmer, Freischaffende und kleine Unternehmen. Die Aufklärungsarbeit wird durch regionale Netzwerkpartner wie IHK und Handwerkskammer sowie weiteren Multiplikatoren wie dem genossenschaftlichen IT-Netzwerk kiwiko unterstützt. Das Herzstück von TISiM ist der Sec-O-Mat, eine APP zur Analyse der IT-Sicherheit im Unternehmen.

## Handlungsversprechen (Auszug)

### DsiN-Sicherheitsbarometer (SiBa-App)

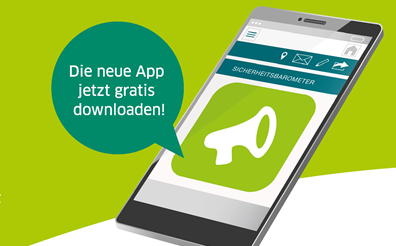
Die SiBa-App (DsiN-Sicherheitsbarometer) informiert über aktuelle Sicherheitsvorfälle

Das DsiN-Sicherheitsbarometer (SiBa) informiert über aktuelle Sicherheitsvorfälle im Internet für Privatanwender und kleine Unternehmen und ist auch als App verfügbar. Das Barometer differenziert die Sicherheitsvorfälle nach der Ampelkennzeichnung „grün“, „gelb“ und „rot“ und zeigt Hilfestellungen auf, um sich zu schützen.
Das Sicherheitsbarometer ist ein Handlungsversprechen von DsiN in Zusammenarbeit mit Microsoft, Nokia und Deutsche Telekom.

### DsiN-Sicherheitsindex
Der DsiN-Sicherheitsindex misst jedes Jahr die digitale Sicherheitslage der Verbraucher in Deutschland – in einer Kennzahl. Dafür wird die persönliche Bedrohungslage von Online-Nutzern in Relation zu den individuell praktizierten Schutzmaßnahmen gesetzt. Der DsiN-Index differenziert die Sicherheitslage zudem nach vier Verbrauchertypen, die sich in Sicherheitsverhalten und -kompetenzen im Netz unterscheiden.
Nach dem Sicherheitsindex hat sich die Sicherheitslage in den Jahren 2014 bis 2016 leicht verbessert, die Verunsicherung vor digitalen Bedrohungen hat im selben Zeitraum zugenommen.
Aus den Ergebnissen dieser Studie leitet der Verein konkrete Aufklärungsbedürfnisse von unterschiedlichen Verbrauchergruppen ab. Ziel ist es, die Gesamtsicherheit für alle Verbraucher durch Aufklärungsarbeit zu verbessern und das Sicherheitsgefälle abzubauen.
Die nächste Erhebung in Kooperation mit dem Bundesministerium der Justiz und für Verbraucherschutz erscheint im Juni 2017.

### Jugendwettbewerb myDigitalWorld
Der Jugendwettbewerb myDigitalWorld spricht Jugendliche Internetnutzer an, sich mit dem Thema „Sicherheit im Netz“ auseinanderzusetzen.
Der Wettbewerb ist auf Initiative des IT-Gipfels der Bundesregierung 2014 entstanden und findet seit dem Schuljahr 2016/2017 in Kooperation mit der Bundeszentrale für politische Bildung statt. Die Aufgabenstellung 2016/2017 lautet „Hallo, ich bin dein digitales Ich!“
Die Paten des Wettbewerbs 2017/2018 sind die DsiN-Mitglieder Deutsche Telekom und Google Deutschland. Als Förderer sind Blackberry, Ericsson, Facebook und Lancom Systems beteiligt.

### IT-Sicherheit @ Mittelstand
Die Workshopreihe IT-Sicherheit @ Mittelstand über IT-Sicherheitsfragen im Unternehmen von DsiN und Deutscher Industrie- und Handelskammertag (DIHK) richtet sich an Geschäftsführer und Entscheider in KMU. Im Mittelpunkt stehen Motivation, Befähigung und praktische Umsetzung von IT-Sicherheitsmaßnahmen. Erfahrene Referenten vermitteln praxisnahe Tipps für mehr Sicherheit in kleinen und mittleren Unternehmen.
Die bundesweite DsiN-Workshopreihe für IT-Sicherheit in kleinen und mittleren Unternehmen in Kooperation mit DIHK und IHKn findet unter der Schirmherrschaft des Bundesministers für Wirtschaft und Energie, Sigmar Gabriel.

## Vorstand und Geschäftsführung
(Stand: März 2025)
- Vorstandsvorsitzender: Thomas Tschersich, Chief Security Officer (CSO), Deutsche Telekom AG
- Stellvertretender Vorstandsvorsitzender: Nikolaus Hagl, Leiter Geschäftsbereich Public & Energy, SAP Deutschland AG & Co KG
- Schatzmeister: Martin Drechsler, Geschäftsführer der Freiwillige Selbstkontrolle Multimedia-Diensteanbieter e. V.
- Beisitzer: Robert Reinermann, Vorsitzender der Geschäftsführung, VdS Schadenverhütung; Jochen Eisinger, Director of Engineering for Google Chrome Trust & Safety, Google; Pierre Du Bois, Head of Communications, Kleinanzeigen
- Geschäftsführer: Isabelle Rosière, Joachim Schulte

## Mitglieder
Bekannte Mitglieder des Vereins sind unter anderem:
- Avira
- bitkom
- Cloudflare
- Bundesdruckerei
- Bundesnetzwerk Bürgerschaftliches Engagement
- Bundesverband der Deutschen Volksbanken und Raiffeisenbanken
- Deutscher Sparkassen- und Giroverband
- Deutsche Fußballliga (DFL)
- Deutsche Telekom
- Deutsches Kinderhilfswerk
- Google
- HP
- Huawei
- Kleinanzeigen
- N26
- Nokia
- SAP
- yubico
- Zalando